# Простая группа
Простая группа — группа, не имеющая нормальных подгрупп, отличных от всей группы и единичной подгруппы.
Конечные простые группы полностью классифицированы в 1982.
В теории бесконечных групп значение простых групп значительно меньше ввиду их необозримости.
В теории групп Ли и алгебраических групп определение простой группы несколько отличается от приведенного, см. простая группа Ли.

## Примеры

### Конечные простые группы
Циклическая группа {\displaystyle G=\mathbb {Z} /5\mathbb {Z} } проста. Действительно, если {\displaystyle H}— подгруппа {\displaystyle G}, то порядок {\displaystyle H} по теореме Лагранжа должен делить порядок {\displaystyle G}, равный 5. Единственными делителями 5 являются 1 или 5, то есть {\displaystyle H} либо тривиальна, либо совпадает с {\displaystyle G}. Наоборот, группа {\displaystyle \mathbb {Z} /12\mathbb {Z} } простой не является, так как множество, состоящее из классов чисел 0, 4 и 8 по модулю 12, образует группу порядка 3, которая нормальна как подгруппа абелевой группы. Группа {\displaystyle \mathbb {Z} } целых чисел с операцией сложения также не является простой, поскольку множество чётных чисел есть нетривиальная нормальная подгруппа в {\displaystyle \mathbb {Z} }. Аналогичными рассуждениями можно убедиться, что всевозможные простые абелевы группы — это в точности циклические группы простого порядка.
Классификация простых неабелевых групп существенно сложнее. Простая неабелева группа наименьшего порядка — знакопеременная группа {\displaystyle A_{5}} порядка 60, при этом любая простая группа порядка 60 изоморфна  {\displaystyle A_{5}}. Более того, простыми являются все группы {\displaystyle A_{n}} при {\displaystyle n\geqslant 5}. Следующая по количеству элементов простая неабелева группа после {\displaystyle A_{5}}— специальная проективная группа {\displaystyle PSL(2,7)} порядка 168. Можно доказать, что любая простая группа порядка 168 изоморфна {\displaystyle PSL(2,7)}.

### Бесконечные простые группы
Простой является группа всех чётных подстановок, каждая из которых перемещает конечное подмножество элементов бесконечного множества {\displaystyle X}; в частности, если множество {\displaystyle X}счётно, это бесконечная знакопеременная группа {\displaystyle A_{\infty }}. Ещё одним семейством примером служат {\displaystyle PSL_{n}(\mathbb {F} )}, где поле {\displaystyle \mathbb {F} } бесконечно и {\displaystyle n\geqslant 2}.
Существуют конечно порождённые и даже конечно определённые бесконечные простые группы. 

## Свойства
- Всякая группа вложима в простую группу.